# Warren Zavatta
Pour les articles homonymes, voir Zavatta (homonymie).
Warren Zavatta né le 26 mars 1968, est un artiste de cirque, comédien et metteur en scène français. Il est le petit-fils du célèbre clown Achille Zavatta.

## Biographie
Warren Zavatta, né le 26 mars 1968, est le fils d’une mère mi-canadienne, mi-anglaise qui a été danseuse au Lido et de Willie Zavatta, directeur et artiste de cirque.
Il est le petit- fils du clown Achille Zavatta, qui ne lui a jamais accordé la moindre attention : « grand-père de tout le monde, sauf le mien ». 
Il est père de deux filles.

## Filmographie
- 2001 : Barnie et ses petites contrariétés : Bo
- 2001 : Les morsures de l'aube : garde du corps de Von Bulow
- 2004 : RRRrrrr!!! : Pierre
- 2005 : Banlieue 13 : para 3
- 2005 : L'Antidote : l'agent de sécurité
- 2005 : Cavalcade : pensionnaire Garches
- 2006 : Qui m'aime me suive : Apache
- 2007 : Tel père telle fille : Norbert
- 2008 : Secret défense : un détenu
- 2009 : Les Corbeaux (TV) : Chatrier
- 2014 : Supercondriaque : Le lieutenant de police
- 2020 : Le Prince oublié : Nicolas
- 2022 : Le Voyageur, épisode Le Roi nu (TV) : Henri Bonal

## Spectacles
Liste non exhaustive.
- 2011 : Ce soir dans votre ville, produit par Dany Boon et mis en scène par Anne Bourgeois, théâtre de la Gaîté-Montparnasse, Paris[4]
- 2022 : Fiasco !, théâtre Trévise, Paris, du 13 janvier au 26 mars[2],[3]
- 2023 : Sortie de piste , Théâtre Lucernaire, Paris, du 6 janvier au 3 juin